# Claude Turmes

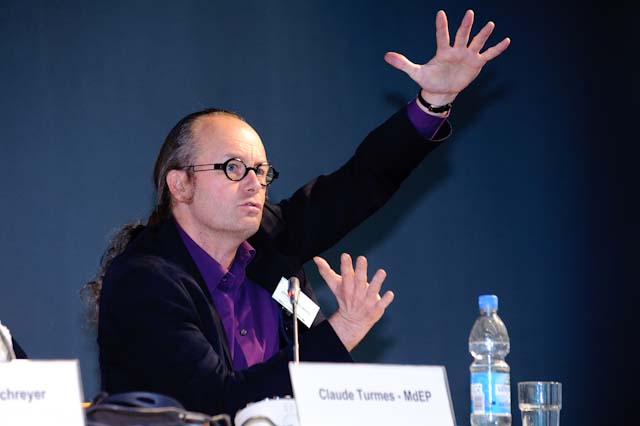
Claude Turmes (2010)

Claude Turmes (n. 26 noiembrie 1960 Diekirch) este un om politic luxemburghez, membru al Parlamentului European în perioada 2004-2009 din partea Luxemburgului.